# 泰南三府

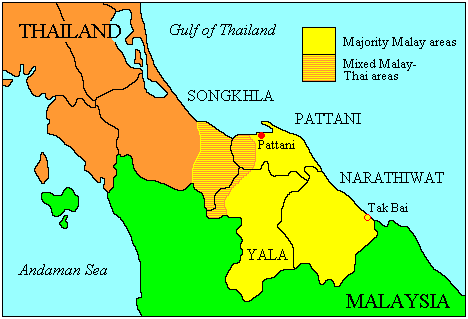
泰国南部民族分佈图。黃色为马来人主要聚居地，而以黃色为主之三个地区是北大年府（上）、也拉府（左下）和那拉提瓦府（右下）。橙色黃色條紋部份属宋卡府三区。

泰南三府，又稱大北大年，指泰国南部的也拉府、北大年府和那拉提瓦府，居民主要為信伊斯蘭教的馬來人，
1909年《英暹條約》確定了泰國與馬來亞的邊界，在文化上與泰國其他地區有很大的差別並存在分離主義。

## 宗教冲突
2004年4月28日清晨，在北大年、宋卡府的部分地区发生‘库塞清真寺惨案’，也种下了本地区宗教、民族冲突的祸根。
这里佛教庙宇几乎每天都面对被恐怖炸弹袭击的阴影，泰国军方特别增派官兵实行军事管治。电视上时常播出士兵保护穿着防弹背心的和尚们朝晨到市镇上化缘的镜头。
但是近来(2007年以来)三府内也有几家清真寺（包括上文中的库塞清真寺）遭到恐怖炸弹、手榴弹和土制火箭炮袭击，数名朝拜者不幸遇难。

## 教育体系
泰南三府的主要语言是亚维语而非泰语，亚维语即用泰文字母书写的马来语。这三府中的学校有遵照泰国教育大纲的泰语学校及伊斯蘭學校（当地称为ponoh）。
当地的泰语学校因为被某些穆斯林反叛者认为她们代表泰国当局推行强制性泰化政策而招愤恨，经常被人纵火袭击，至2007年3月，已经有二百多所中、小学校被纵火烧毁，六十名多教师被袭丧生，甚至有一名女教师在对学生进行家访后被人用乱棒活活打死，有二名教师在教室门外被当着学生的面枪杀后再被纵火焚烧。
但是作为对穆斯林暴力恐怖的报复，近来三府内也有数间马来穆斯林学校被恐怖炸弹袭击和遭到乱枪扫射，有穆斯林学童不幸遇难。
联合国官员因此曾呼吁在泰国南部停止针对孩童的恐怖暴力事件。

## 人口迁移
因为暴力事件增多，极大影响了当地人民的正常生活。许多人离乡背井到外处谋生，据报导已有二万五千人迁移到泰国南部其他相对太平一些的府份。而至少五万五千人则流落到马来西亚及印度尼西亚非法长期居留及工作。大规模人口迁移使得当地的民族问题变得国际化。

## 经济影响
泰南三府原是世界上出产橡胶最多的地区之一。但是暴力事件使得种植园橡胶产量急剧下降，当地政府的税收因此减少約百分之十至二十之間。

## 邻近府份
宋卡府的渣那区（จะนะ ，Chana）、堤坝区（เทพา，Thepa）和沙巴愉区（สะบ้าย้อย ，Saba Yoi），由于这三个区原先也是从北大年府中划分割去的，所以在广义上往往也将这三个小区域看作是泰南三府的一部份。
泰国警方怀疑有恐怖分子在堤坝区及渣那区藏身。并曾在合艾国际机场、合艾火车站、戴安娜百货公司、欧鼎百货公司、莲花超市、家乐福超市制造过多起恐怖炸弹袭击事件。
其他邻近的博他侖府、沙敦府、宋卡府（除了上文提到两地区）、董里府各自维持表面平静。但近来有一些政府机关接获以亚维语书写的炸弹袭击恐吓传单。所以泰国警方增派人手及在市镇上加装电视监控摄影机，军方也增强了戒备。

## 邻近国家
马来西亚的玻璃市、吉打州、吉兰丹州与霹雳州同三府接壤，鉴于马来西亚人民与以上三府人民长期以来保持极浓厚的亲缘关系，马来西亚政府长期以来致力于帮助泰国政府谋求以和平方式解决矛盾与争端。
马来西亚於2007年初鉴于泰方请求，也同意加强边境戒备，并与泰国合筑高墙以阻挡非法越境者偷运武器。